# Passiflora quadrifaria
Passiflora quadrifaria är en passionsblomsväxtart som beskrevs av R.J.R. Vanderplank. Passiflora quadrifaria ingår i släktet passionsblommor, och familjen passionsblomsväxter. Inga underarter finns listade i Catalogue of Life.